# Parc éolien en mer Alpha Ventus

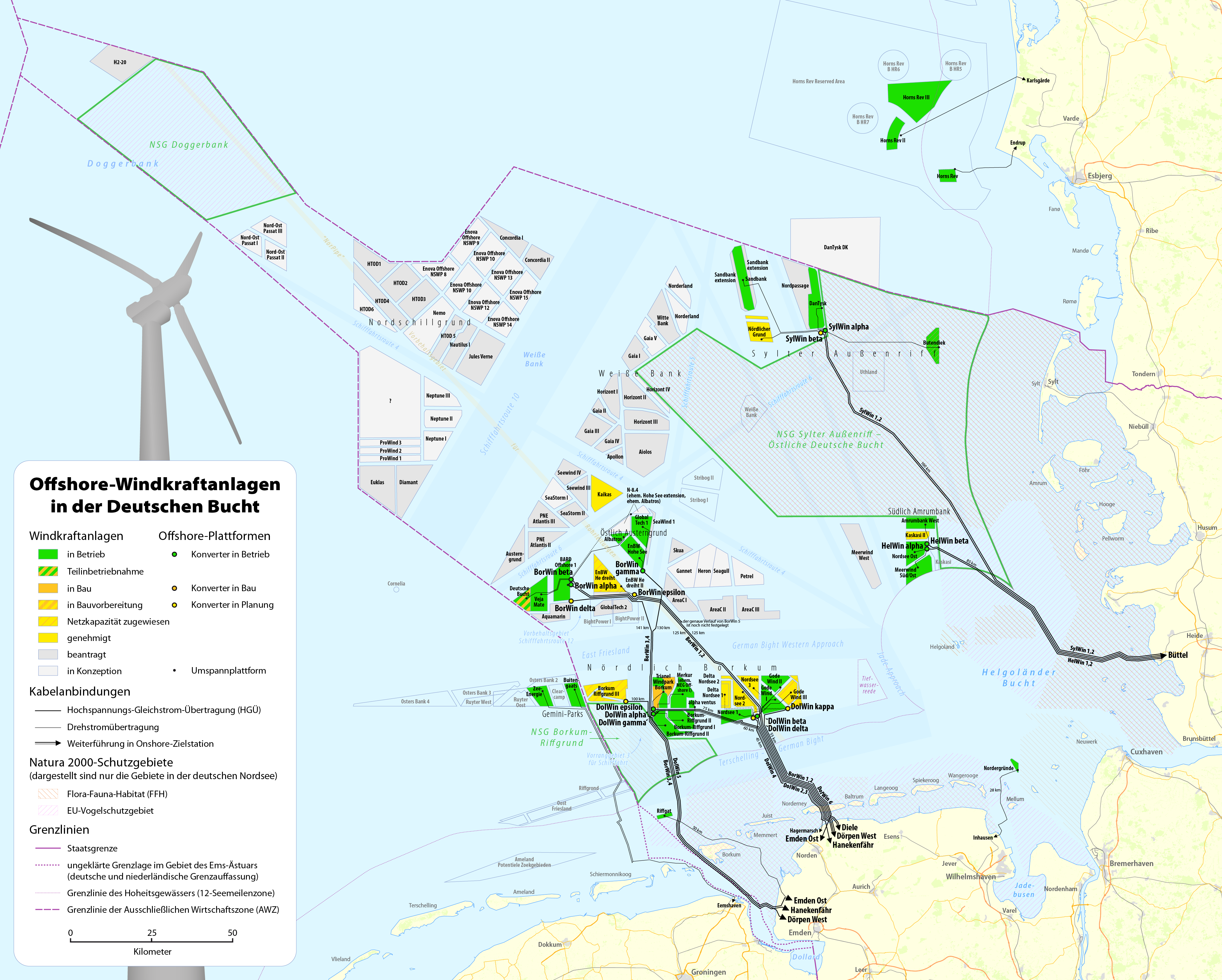
Alpha Ventus dans les parcs éolien de la baie Allemande

Le parc éolien en mer Alpha Ventus est un parc éolien expérimental allemand décidé en 1999, comprenant douze éoliennes de 5 mégawatts, dont la dernière a été mise en place en novembre 2009. Il est situé en mer du Nord, à 43 à 45 km au nord de l'île de Borkum.
Ce projet a été lancé par un consortium (DOTI créé en juin 2006 par Deutsche Offshore-Testfeld et Infrastruktur GmbH). Il a coûté 250 millions d'euros.
Deux types d'éoliennes de conception et de fabrication allemandes sont testés sur le site ; elles sont posées sur deux types de plates-formes différentes.
L'une des prouesse techniques est d'avoir réussi à ancrer les éoliennes par 30 mètres de fond. La plupart des techniciens ont été formés à la descente en rappel à partir d'un hélicoptère, au cas où des réparations seraient nécessaires par mer trop forte.

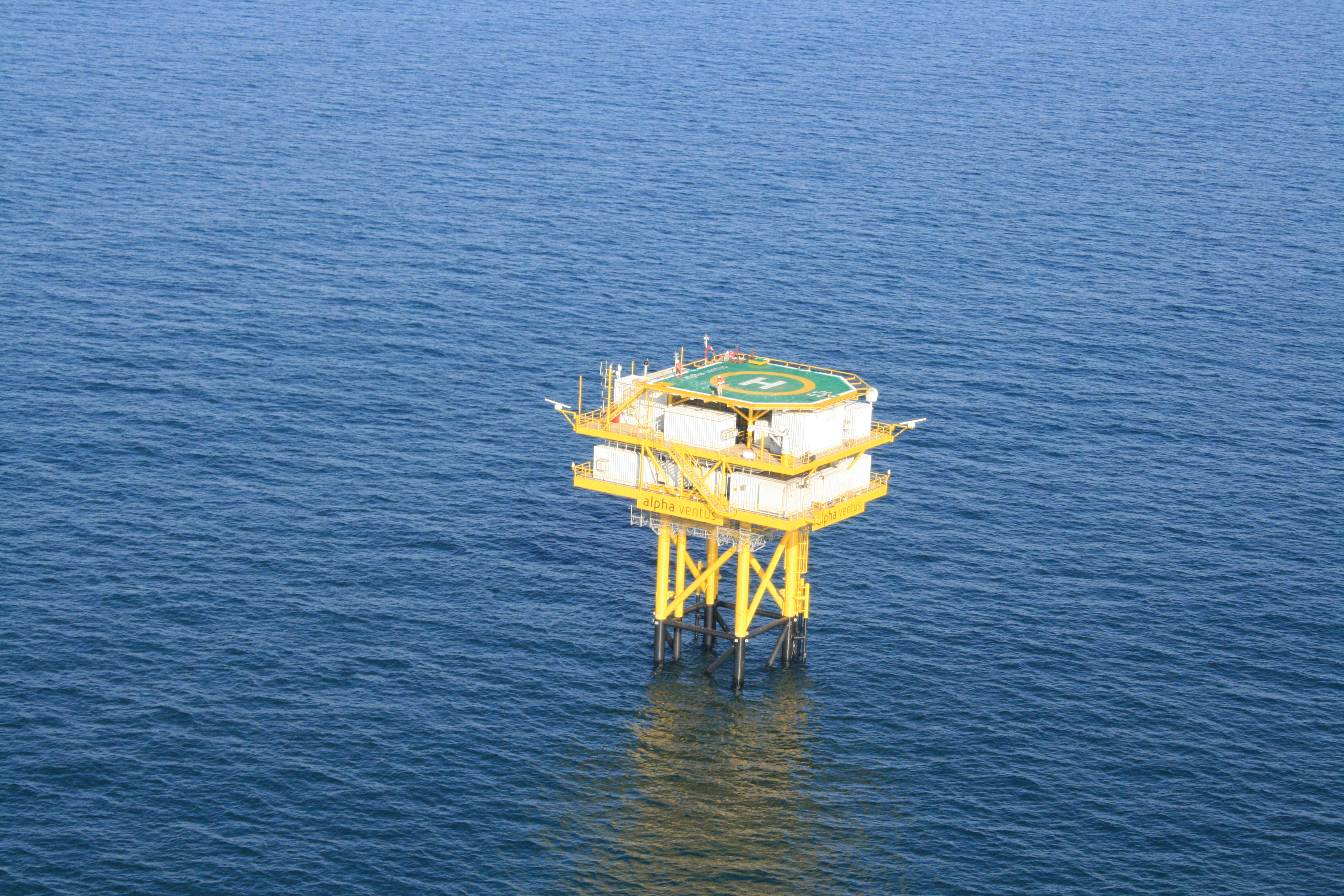
Plate forme d'atterrissage pour hélicoptères

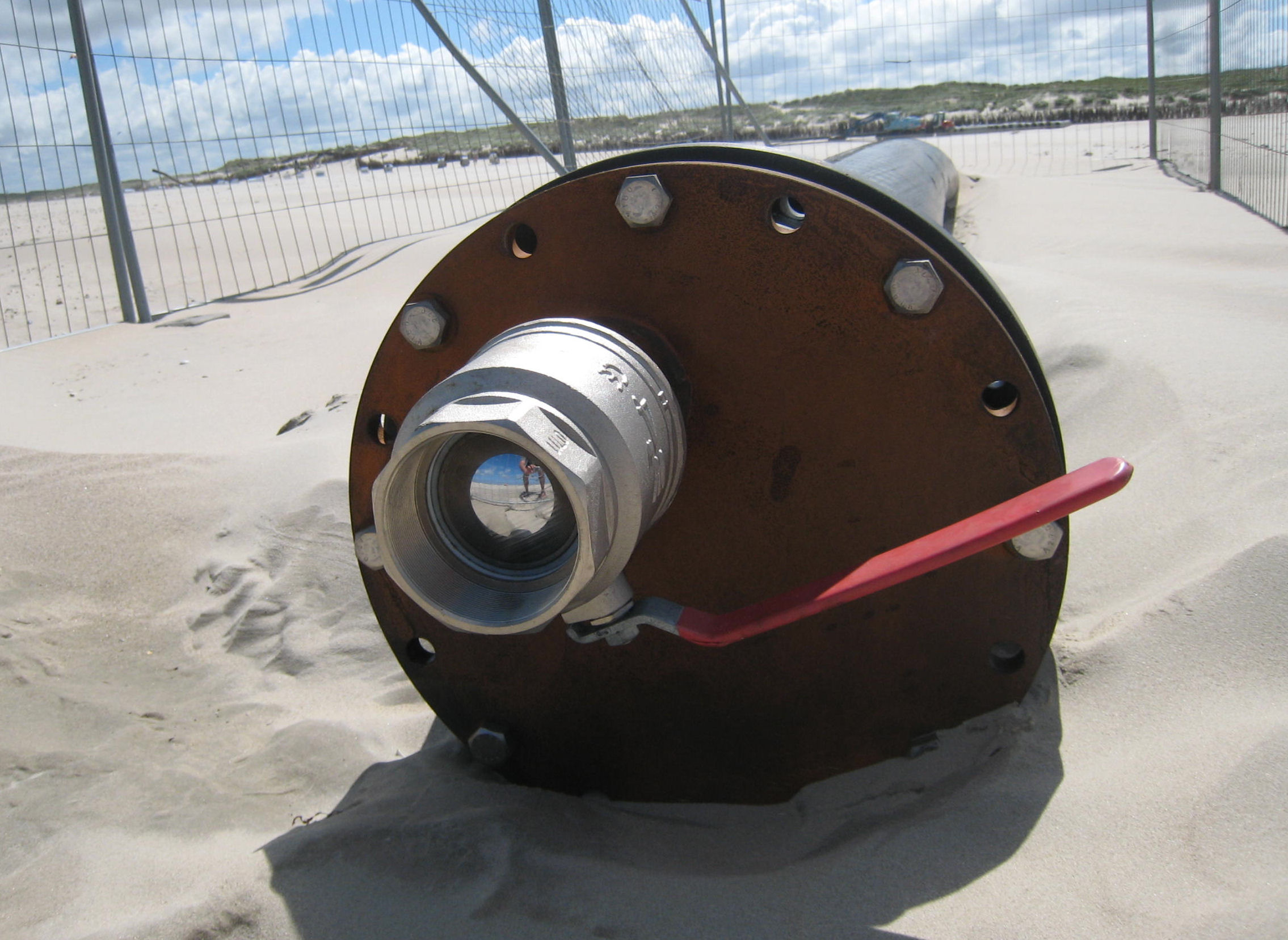
Élément de câble pour le raccordement du parc éolien offshore (août 2008, au nord de Norderney)

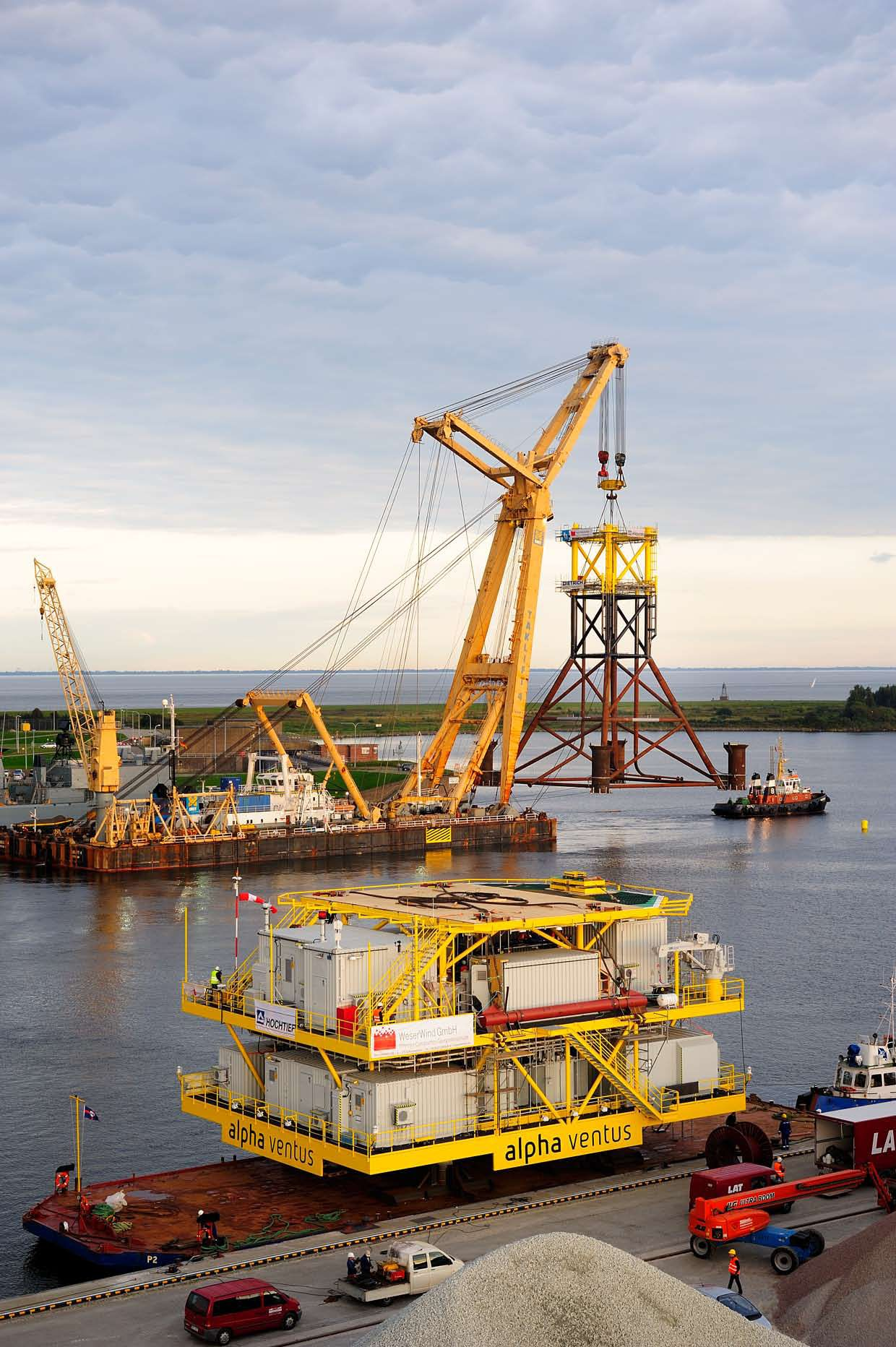
L'une des deux formes de support testées dans le Parc Alpha Ventus

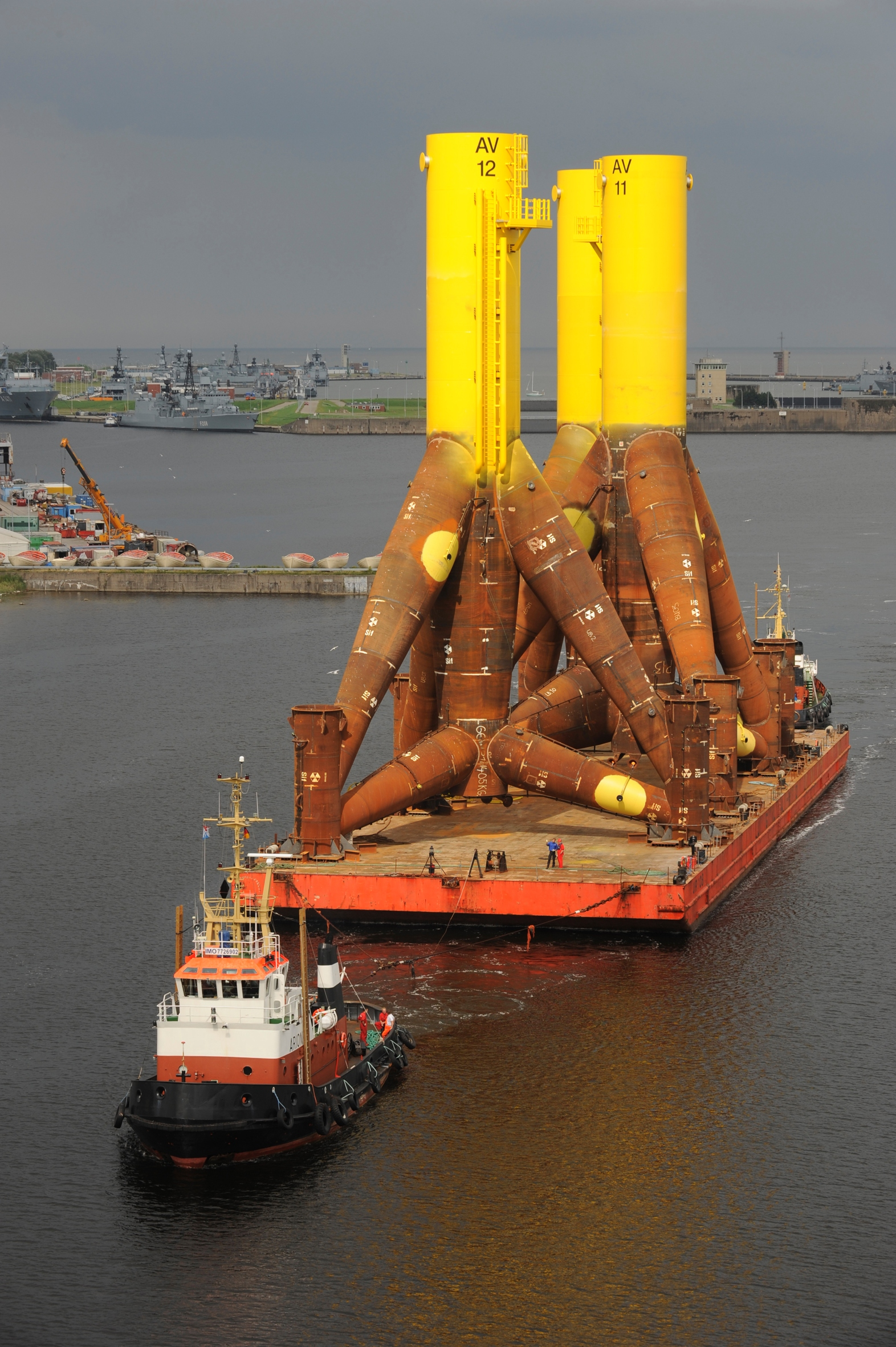
Support tripode en cours d'acheminement vers le site

## Chantier
Il a mobilisé 350 personnes de 3 entreprises (EWE, E.ON et Vattenfall) et nécessité l'emploi de 25 bateaux. Il s'est étalé sur 7 mois. 
Trois plates-formes autoélévatrices (« (en) jack-up rigs ») ont été testées pour Alpha Ventus.
Il a fallu faire appel au « Thialf » (le plus gros navire-grue existant) pour dresser en 6 jours seulement les éoliennes « REpower » sur une fondation en treillis tubulaire dite « jacket ». un poste de transformation offshore a été spécialement conçu. 
Il est relié au continent par un câble sous-marin posé en 2008.

## Recherches et premiers résultats
Les éoliennes fonctionnent toute l'année, même en hiver, tant que les conditions météo conviennent. 
- En période d'essai, les 6 premières éoliennes avaient déjà produit environ 13 millions de kWh d'août à nov 2009.
- Le parc  entré en exploitation le 27 avril 2010[1],[2],[3]. Grâce à plus de 1 200 capteurs équipant les éoliennes, il sera aussi un site de recherche-action, via le projet RAVE (pour « Research at Alpha Ventus »[4]), sous l'égide du Ministère fédéral de l'environnement (BMU) avec comme objectifs d'optimiser l'éolien offshore allemand, via l'association de 25 projets individuels, autour d'un consortium de 50 instituts et entreprises bénéficiant d'un budget de recherche de 36 millions d'euros. L'amélioration du taux de disponibilité des éoliennes, l'intégration de cette électricité d'origine marine dans le réseau électrique, et les aspects écologiques seront 3 des thèmes étudiés. Pour cela, un réseau allemand de recherche éolienne est relié à la plate-forme technologique européenne d'énergie éolienne, à l'Académie Européenne de l’Énergie Éolienne (EAWE) et aux activités de l'Agence Internationale de l’Énergie (AIE).
- En 2010, les nacelles des 6 éoliennes Areva Multibrid ont été échangées à la suite d'échauffements au niveau des multiplicateurs de deux éoliennes[5],[6].

Les sous-projets (état 2010) seront :
- tester de nouvelles fondations en acier (tripodes ou treillis tubulaires de type "jacket") ;
- l'étude des effets du vent, des vagues, et du fonctionnement des éoliennes sur leurs fondations (projet RAVE-Fondations) ;
- optimiser par le dimensionnement global (Projet RAVE-Gigawind) ;
- étudier de la modification de la dynamique de sédimentation ou de l'affouillement par la présence d'éoliennes ancrées sur le fond (RAVE-Géologie).

Quatre projets portent sur les nouvelles technologies :
- Étudier de nouvelles pales de rotor, des interactions des composants dans le système global et des modules de construction (projet RAVE-REpower) ;
- Développer une démarche qualité pour l'implantation et le fonctionnement en offshore (projet RAVE-OWEA) ;
- Tester de nouveaux moyens de mesure à distance, dont le LIDAR ou Light Detection and Ranging (projet RAVE-LIDAR) ;
- Enregistrer et évaluer l'impact des aléas météorologiques sur les rendements, la disponibilité, les coûts de revient, la maintenance, etc. (projet RAVE-Offshore WMEP).

Un projet porte sur le transport de l'électricité produite:
- Il s'agit de tester des stratégies de meilleure intégration au réseau, visant à réduire l'énergie de compensation et la réserve de puissance grâce à de nouveaux types d'estimation de la puissance éolienne, tout en préservant des capacités sûres d'interconnexion au réseau local et global (AVE-Intégration au réseau).

Aspects environnementaux:
- Étudier à long terme les impacts sur le benthos, les poissons, les oiseaux en migration et les mammifères marins) (projet RAVE-Écologie) ;
- Étudier de la transmission des vibrations et du son des éoliennes sous l'eau ainsi que d'éventuels impacts sur les espèces marines (projet RAVE-Sons en activité) ;
- Réduire le bruit sous-marin induits par le battage des pieux grâce à des rideaux (colonnes) de bulles d'air dans l'eau (projet RAVE-Réduction des sons) ;
- Améliorer la sécurité des parcs éoliens grâce à des émetteurs-répondeurs sonars  (Projet RAVE-Sonar) ;
- Étudier l'acceptation sociétale de l'éolien offshore (projet RAVE-Acceptation).

Le BMU apporte 50 millions d'euros à ce projet, en plus des 250 millions d'euros investis par les entreprises (RWE, E.ON AG et Vattenfall).
En 2009 et début 2010, l'Office fédéral pour la navigation maritime et l'hydrographie a autorisé environ 25 autres parcs éoliens (en mer du Nord et en mer Baltique, dont 
- le Parc éolien Baltic 1 (par Siemens pour EnBW, qui entre en construction en mai 2010).
- le Parc Mer du Nord-Est, près de Helgoland, avec 48 éoliennes offshore installées par RWE, prévu pour entrer en fonction entre 2011 et 2013[3].